# Eccidio di Mottalciata
L'eccidio di Mottalciata è stata una strage fascista perpetrata il 17 maggio 1944 dai repubblichini della 1ª Legione d'Assalto "M" "Tagliamento" e nel corso della quale furono uccisi diciassette partigiani.

## Antefatti
Nella primavera 1944 la Resistenza biellese stava attraversando una fase di riorganizzazione in seguito alle dure perdite, tra le quali quella del comandante della 2ª Brigata Garibaldi Pietro Pajetta, subite nei primi mesi dell'anno per mano dei nazifascisti. Tra i reparti maggiormente attivi nel Piemonte nord-orientale nella repressione anti-partigiana vi erano il 115º battaglione "M" di Montebello e la 1ª Legione d'Assalto "M" "Tagliamento", entrambi della Guardia Nazionale Repubblicana. Proprio la "Tagliamento", comandata dal seniore Merico Zuccari, si era segnalata nei mesi precedenti per una serie di violenze, saccheggi ed eccidi non solo contro la Resistenza, ma anche contro la popolazione civile della Valsesia, della Val Sessera e del biellese.
Nell'aprile 1944, per arginare la Resistenza, il governo fascista repubblicano emanò un bando per spingere i partigiani a cedere le armi e a presentarsi alle caserme senza timore ritorsioni. Durante la durata di tale provvedimento, rivelatosi poi un fiasco, veniva assicurata dalle autorità della RSI una momentanea cessazione delle attività repressive contro la Resistenza. Nel vercellese la "Tagliamento" continuò invece ad operare, anche in modo non convenzionale, ovvero in abiti civili, contrastando in maniera efficace i partigiani della zona. L'8 maggio una compagnia della legione tese un'imboscata al distaccamento "Pisacane" nei pressi di Santa Maria di Curino uccidendo dieci combattenti più due civili della zona.

## L'eccidio

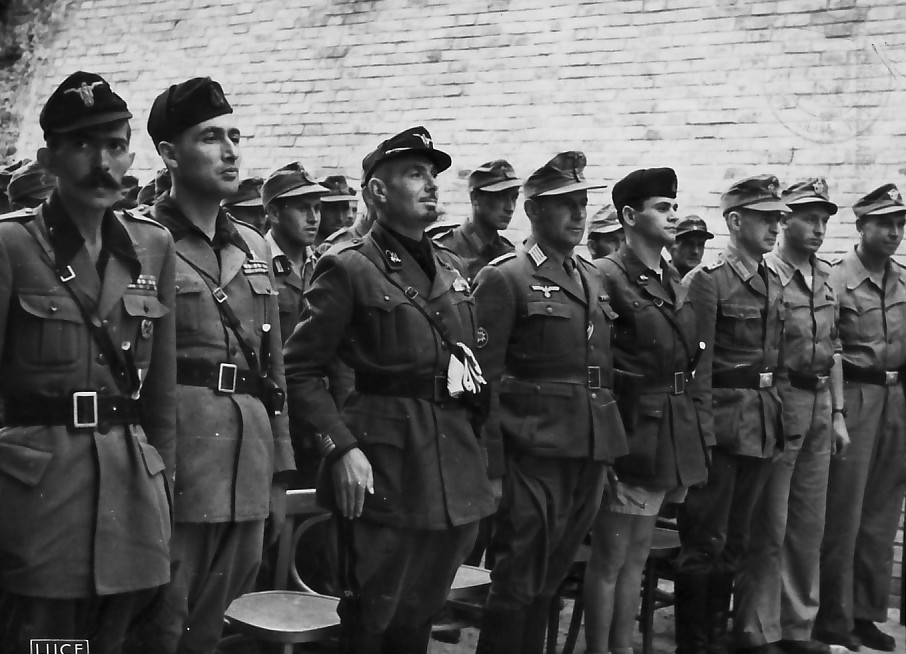
Ufficiali tedeschi assieme a ai fascisti della 1ª Legione d'Assalto "M" "Tagliamento". Il primo a sinistra è il capitano Guido Alimonda mentre il terzo da sinistra è Merico Zuccari.

Il 15 maggio i militi della "Tagliamento" catturarono e giustiziarono due disertori dell'esercito repubblicano presso Battiana di Lessona. Temendo che i due, che erano in contatto con i partigiani della zona, potessero aver rivelato qualche informazione, una squadra del distaccamento "Fratelli Bandiera", in tutto una ventina di uomini al comando del capo squadra Mario Cangemi "Freccia", decisero di abbandonare la zona collinare di Masserano dov'erano accampati e di mettersi in marcia verso la pianura, in direzione di Castelletto Cervo. Il più anziano del gruppo, un noto antifascista della zona, si era offerto guidare i compagni attraverso le pianure del biellese sino a due case di latitanza nei pressi di Mottalciata. Disgraziatamente per i partigiani del "Fratelli Bandiera" la guida in questione il giorno prima si era incontrata con Carlo Savoi, un'agente della Compagnia Ordine Pubblico della GNR di Vercelli, ed i militi Bruno Spaudo e Romildo Busca per proporre loro la cattura dei suoi stessi compagni. Egli infatti si era fatto consegnare dal veterinario di Masserano Gianedda, simpatizzante fascista, delle dosi di narcotizzante. I quattro pianificarono così un piano per catturare i partigiani senza sparare: ovvero somministrare loro del vino appositamente adulterato una volta che questi si fossero accampati nelle case di latitanza indicate come sicure dalla spia. Savoi informò poi dell'incontro e del piano le autorità fasciste vercellesi le quali inviarono come supporto sul campo due ufficiali della "Tagliamento" in abiti borghesi. Questi due, una volta giunti a Mottalciata, si erano fatti consegnare dal parroco di Santa Maria due fiaschi di vino.
La mattina del giorno seguente i fiaschi, all'interno dei quali era stato versato il narcotizzante, vennero poi portati nelle due cascine da Spaudo con l'aiuto della sorella. Sul far della sera, i partigiani del "Fratelli Bandiera", salvo Luigi Morecchio "Nino", Elivio Sereno "Livio" e Bruno Vettorello "Dik" che si erano attardati a salutare la madre di uno di essi a Castelletto Cervo, attraversavano il torrente Cervo guidati dalla spia doppiogiochista. Poco dopo raggiunsero le cascine Caprera e Mondovà, situate a breve distanza tra loro, nell'area del Baraggione, una brughiera al confine tra i comuni di Mottalciata e Cossato. Qui i partigiani, si accamparono e si rifocillarono con il vino lì rinvenuto. Ore dopo i tre che si erano attardati a Castelletto Cervo raggiunsero i loro compagni e li rinvennero profondamente addormentati. Nel frattempo la spia, premuratasi che tutti avessero bevuto abbondantemente, lasciò le due cascine e raggiunse la sua amante, una donna di Castelletto Cervo, la quale telefonò a Zuccari a Vercelli avvisandolo dell'esito del piano. Il capo della "Tagliamento" inviò così sul posto i militi della 3ª compagnia al comando del capitano Guido Alimonda. Quest'ultimo, partito da Curino alle 2 del mattino e giunto in loco due ore più tardi, fece circondare le due case dai suoi militi. Ma se alla cascina Mondovà i fascisti catturarono undici partigiani ancora addormentati senza sparare un colpo, alla Caprera i tre giunti dopo aprirono il fuoco contro gli assalitori cercando di salvare così i compagni ancora narcotizzati. Nonostante lo sforzo e la morte di un milite della "Tagliamento", tutti e tre i partigiani, uno dei quali perì carbonizzato nell'incendio del fienile nel quale si era trincerato, vennero uccisi nello scontro a fuoco.
I rimanenti diciassette uomini, svegliati a furia di percosse dai militi della "Tagliamento", vennero poi portati nella piazza del municipio di Mottalciata e poi presso il cimitero di San Vincenzo di Mottalciata, situato a pochi chilometri di distanza. Nonostante i tentativi fatti da due parroci della zona per salvare la vita dei partigiani, i fascisti fecero allineare al muro del camposanto i prigionieri e li fucilarono.

## Vittime
- Aldo Aglietti "Terribile", classe 1925, di Cossato;
- Luciano Belli "Audace", classe 1925, di Andorno Micca (frazione Colma);
- Rambaldo Bertotti "Pse-Pse", classe 1924, di Biella;
- Eraldo Bianchetto "Falco", classe 1922, di Lessona;
- Renato Bianchetto "Drago", classe 1924, di Lessona;
- Francesco Buratto "Falco", classe 1922, di Candelo;
- Mario Cangemi "Freccia", classe 1924, di Cossato;
- Mario Coletta "Volpe", classe 1923, di Andorno Micca;
- Silvio Colli "Andrasc", classe 1924, di Andorno Micca;
- Ugo Costa "Fiamma", classe 1918, di Masserano;
- Bernardino Ferrari "Topolino", classe 1925, di Campiglia Cervo;
- Guido Finardi "Bergam", classe 1922, di Trivero;
- Riccardo Grosso "Dinamite", classe 1923, di Mosso Santa Maria;
- Vildo Melo "Saetta", classe 1926, di Cossato;
- Ernesto Merlin "Merlo", classe 1924, di Cossato;
- Giuseppe Mizzon "Migi", classe 1923, di Cossato;
- Nicola Montaruli "Biressi", classe 1925, di Andorno Micca.

## Conseguenze e risvolti processuali
L'eccidio fascista colpì profondamente la zona, da dove peraltro provenivano tutte le vittime. Ben presto il tradimento che aveva portato alla cattura dell'intero distaccamento "Fratelli Bandiera" venne a galla, così come il ruolo avuto da ciascuno dei personaggi coinvolti nella vicenda. In una spirale di vendetta, i partigiani della zona, nei mesi successivi, eliminarono la spia, la sua amante, il veterinario di Masserano, il milite repubblichino e la sorella di quest'ultimo, responsabili di quest'ultimi due di aver portato il vino adulterato alle cascine. Alla vigilia della Liberazione fu giustiziato anche l'agente della GNR Savoi.
Il 25 giugno 1952 si aprì presso il Tribunale territoriale di Milano il processo contro diciassette ufficiali ed ex-ufficiali della "Tagliamento", dei quali sedici latitanti.
Il 28 agosto successivo fu pronunciata la sentenza che condannava tra gli altri Alimonda, arrestato nel gennaio di quello stesso anno, a 18 anni di reclusione, dei quali 13 condonati. Merico Zuccari, latitante in Argentina, fu punito con l'ergastolo.
Il 26 aprile 1954 il Tribunale supremo militare accolse i ricorsi di alcuni ex-ufficiali della "Tagliamento", tra cui Alimonda, ordinandone l'immediata scarcerazione per sopraggiunta amnistia. Zuccari verrà invece amnistiato nel 1959. Solo allora l'ex-seniore della "Tagliamento" rientrerà in Italia dall'Argentina, morendo poi nel dicembre dello stesso anno nel paese della sua famiglia.

## Monumenti e omaggi
Presso il cimitero di San Vincenzo di Mottalciata è stata una scoperta una lapide con i nomi e le effigi dei partigiani trucidati. Nello stesso luogo è stato realizzato un monumento. La via che conduce al cimitero è stata ribattezzata via XVII maggio 1944. Una piazzetta in frazione Colma è dedicata a uno dei caduti, Luciano Belli Audace.